# 夜的嫁衣
《夜的嫁衣》（英語：Marry the Night）是美國流行歌歌手女神卡卡於 2011年5月推出唱片《Born This Way》的其中一首英文歌曲。亦是女神卡卡Born This Way時期第五首單曲。作曲為女神卡卡、Fernando Garibay。這首單曲在美國BILLBOARD Hot 100排行榜得到最高記錄29名，也在美國BILLBOARD舞蹈舞會歌曲排行榜中得到第一名。
歌曲受启发于前作《Dance in the Dark》中充沛的歌曲能量和其本人对故乡纽约的热爱。歌曲在《天生完美》专辑发行前6天的宣传游戏Farmville中首次露面。
《Marry the Night》是一首首电子摇滚和浩室音乐影响的流行舞曲。曲中包含电子教堂钟声、开动汽车的电子声、电子节拍和受放克摇滚影响的桥段。歌词表现了Gaga对于夜生活和开派对的热爱、也作为对于其故乡的敬意。歌曲受到了多数乐评人的好评，赞扬其广阔和愉快的舞曲根基。同时乐评人发现歌曲中意大利迪斯科音乐制作人Giorgio Moroder和美国摇滚音乐家Bruce Springsteen的影响。

## 音樂影片
Marry the Night MV是Lady Gaga目前最長的MV，長達13分鐘51秒。MV主要描述Lady Gaga出道前的事情，包括遭到L. A. Reid在簽約後三個月到遭到遺棄及期後被唱片公司Interscope Records 賞識而再出道的事情。片中亦不斷利用借喻手法來表達當時Lady Gaga的感受，例如精神病院是比喻Lady Gaga當時被人因為衣著風格（如片頭預測下季潮流等）而被當成怪胎的情況及表達無人賞識而感到悲傷的情感。

## 曲目列表
| - Marry the Night – 混音版 1. "Marry the Night" (Zedd混音版) – 6:14 2. "Marry the Night" (Sander van Doorn混音版) – 5:38 3. "Marry the Night" (Afrojack混音版) – 9:18 4. "Marry the Night" (John Dahlback混音版) – 5:19 5. "Marry the Night" (Sidney Samson混音版) – 4:44 6. "Marry the Night" (R3hab混音版) – 4:54 7. "Marry the Night" (Lazy Rich混音版) – 5:43 8. "Marry the Night" (Dimitri Vegas & Like Mike混音版) – 5:58 9. "Marry the Night" (Quintino混音版) – 5:52 10. "Marry the Night" (Danny Verde混音版) – 7:45 | - CD单曲 1. "Marry the Night" (Album Version) – 4:24 2. "Marry the Night" (David Jost & Twin Radio混音版) – 3:31 - UK 7" Picture Disc 1. "Marry the Night" (The Weeknd & Illangelo混音版) – 4:04 2. "Marry the Night" (Totally Enormous Extinct Dinosaurs 'Marry Me'混音版) – 5:49 |

## 相關影片
Lady Gaga - Marry The Night (Official Video) 官方MV （页面存档备份，存于）

Lady Gaga - Marry The Night 官方非MV影片(僅音樂) （页面存档备份，存于）

## 引用
1. ↑  Gregory, Jason. . October 11, 2011  [2015-01-01]. （原始内容存档于2019-08-27）.
2. ↑  Marry The Night MV （页面存档备份，存于），LadyGagaVEVO。
3. ↑  . Amazon.com. 2011-12-20  [2011-12-11]. （原始内容存档于2016-01-09）.
4. ↑  . Amazon.de.   [2011-11-28]. （原始内容存档于2012-08-13） （德语）.
5. ↑  . Amazon.com.   [2011-12-06].
6. ↑  . Universal Music UK.   [2011-11-28]. （原始内容存档于2012-04-05）.